# Couraceiro

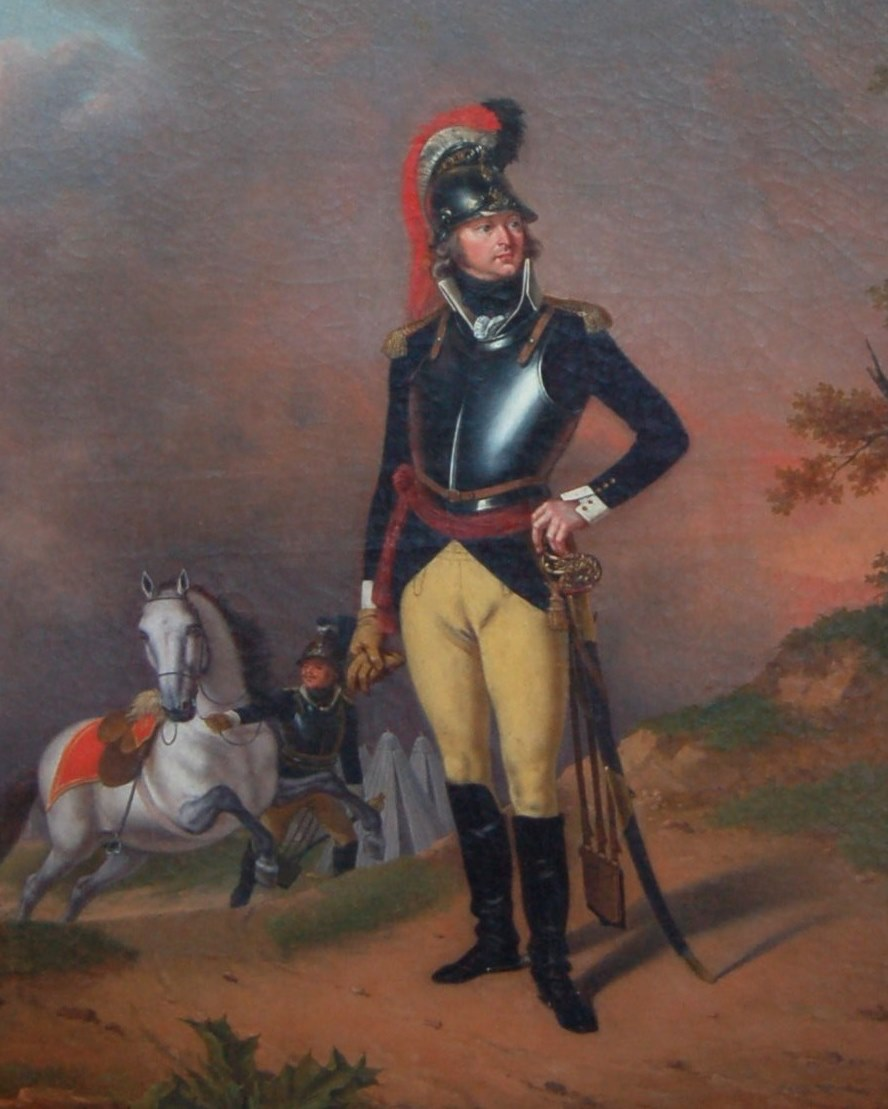
Pedro de Almeida Portugal, 3° Marques de Alorna, usando o peitoral e capacete de couraceiro. 1793.

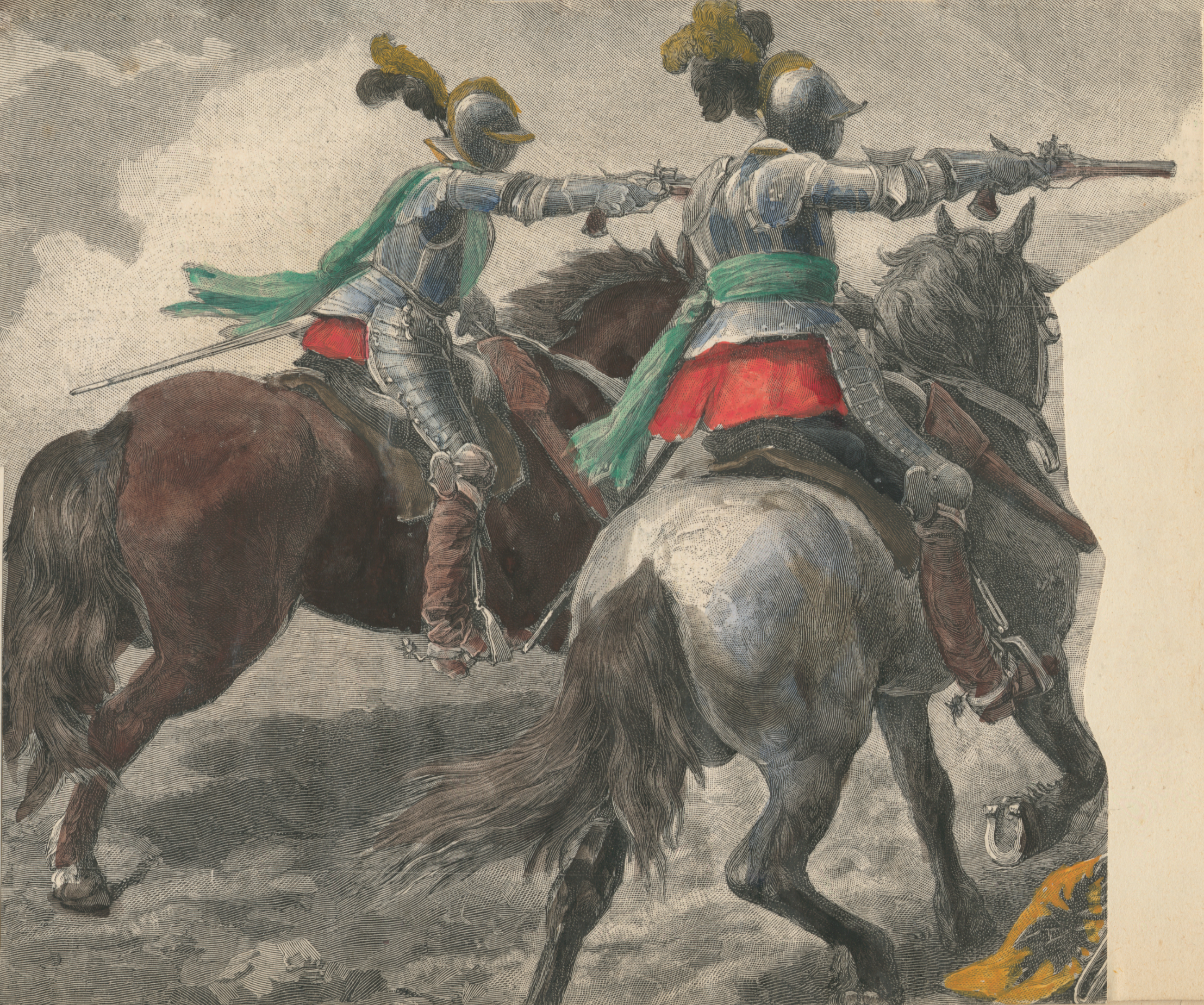
Couraceiros atirando com suas pistolas (Gottfried Heinrich Graf zu Pappenheim)

Couraceiros (do francês cuirassier) eram soldados que compunham a cavalaria pesada, equipados com armadura e, posteriormente, com armas de fogo, aparecendo originalmente na Europa no século XV. A primeira referência ao termo cuirassiers remonta a 1484 e dizia respeito a uma unidade austríaca formada por uma centena de homens servindo no exército de  Maximiliano I.
O termo é derivado da couraça, a peça de armadura que protegia o peito.
Os primeiros couraceiros foram sucessores dos  cavaleiros medievais, dos quais não se distinguiam muito, já que também usavam armadura completa. Diferenciavam-se apenas pelo uso de pistolas e de botas de montar.
Alcançaram maior notoriedade durante as guerras napoleônicas e estiveram pela última vez em campo durante os primeiros estágios da Primeira Guerra Mundial. Atualmente, constituem  tropas cerimoniais  de vários países.

## Evolução da Armadura dos Couraceiros
O desenvolvimento de armas de fogo, que reduziu a eficácia da pesada armadura, levou a uma redução considerável do tamanho e complexidade da última. Os cavaleiros europeus foram pouco a pouco abandonando o uso de armaduras, visto que os disparos de arma de fogo poderiam facilmente perfurar suas placas de ferro, e uma armadura totalmente a prova de balas seria extremamente pesada para o cavaleiro e reduziria muito o movimento. Na segunda metade do século XVII a armadura ficou reduzida ao peitoral e ao capacete. Com o passar do tempo foi se tornando um item mais decorativo do que eficaz em relação à disparos de arma de fogo, mas ainda mantinham sua eficácia contra espadas, lanças e baionetas.

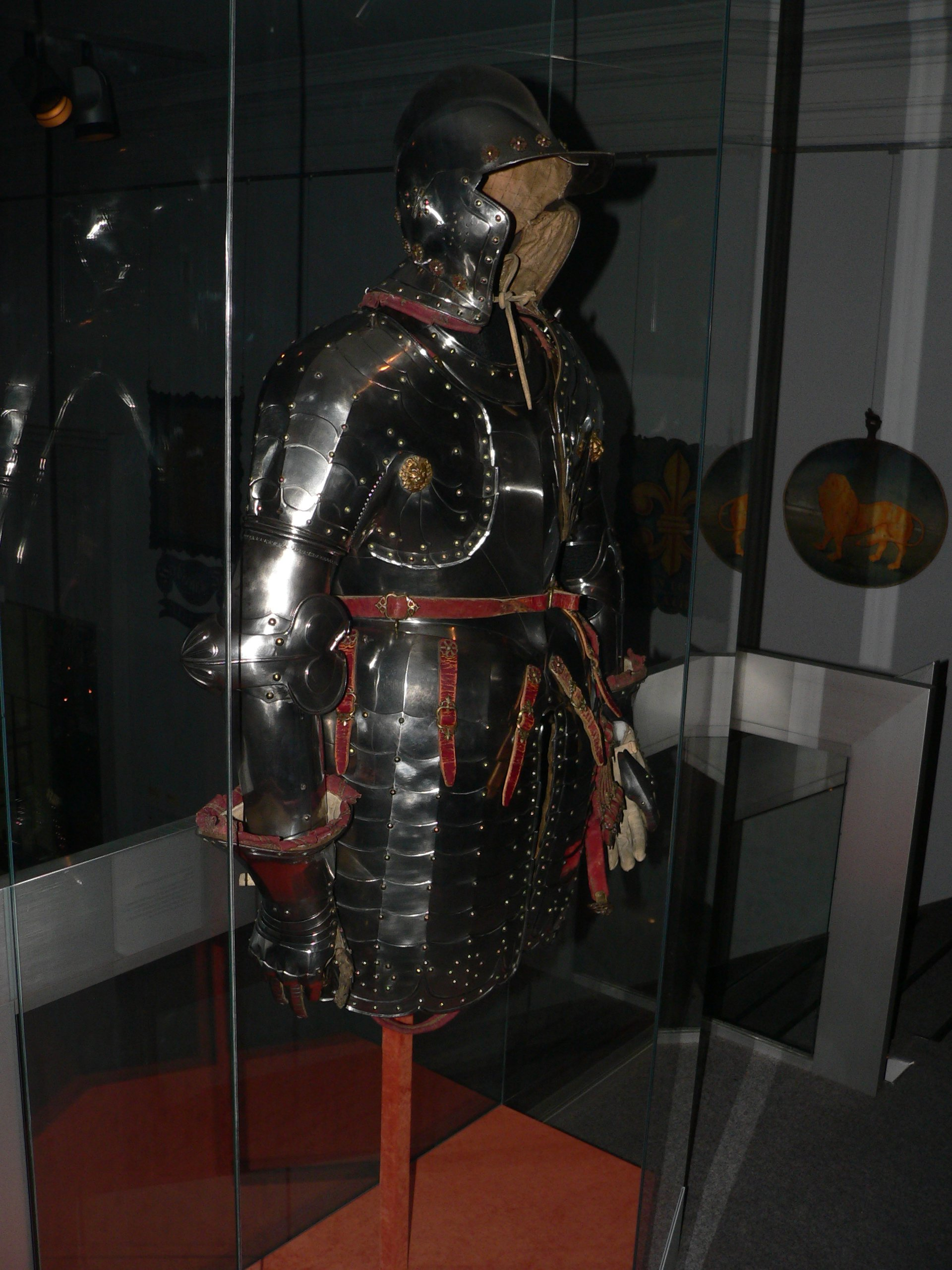
Couraceiro (século XVII)
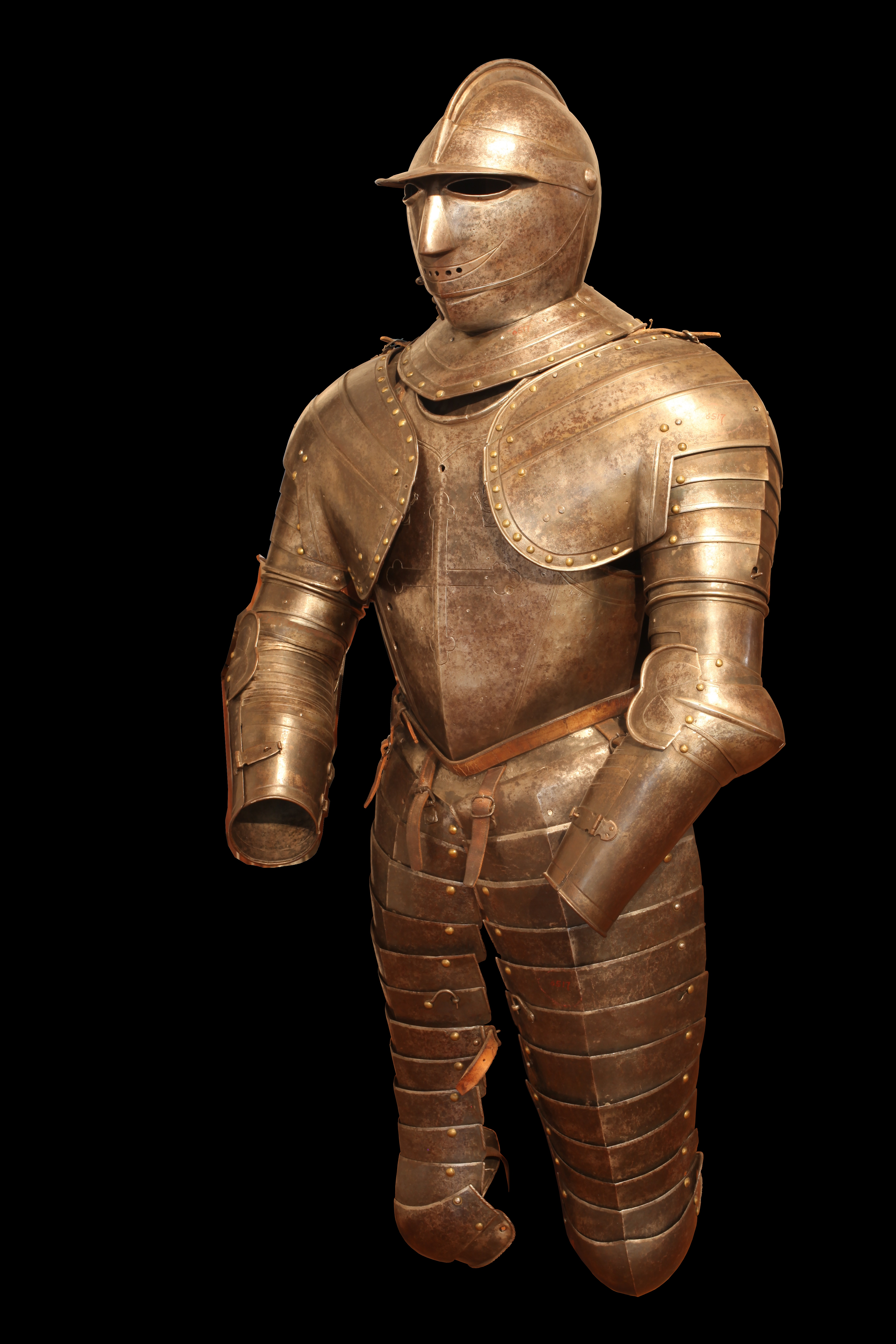
Armadura de três quartos (início do século XVII)
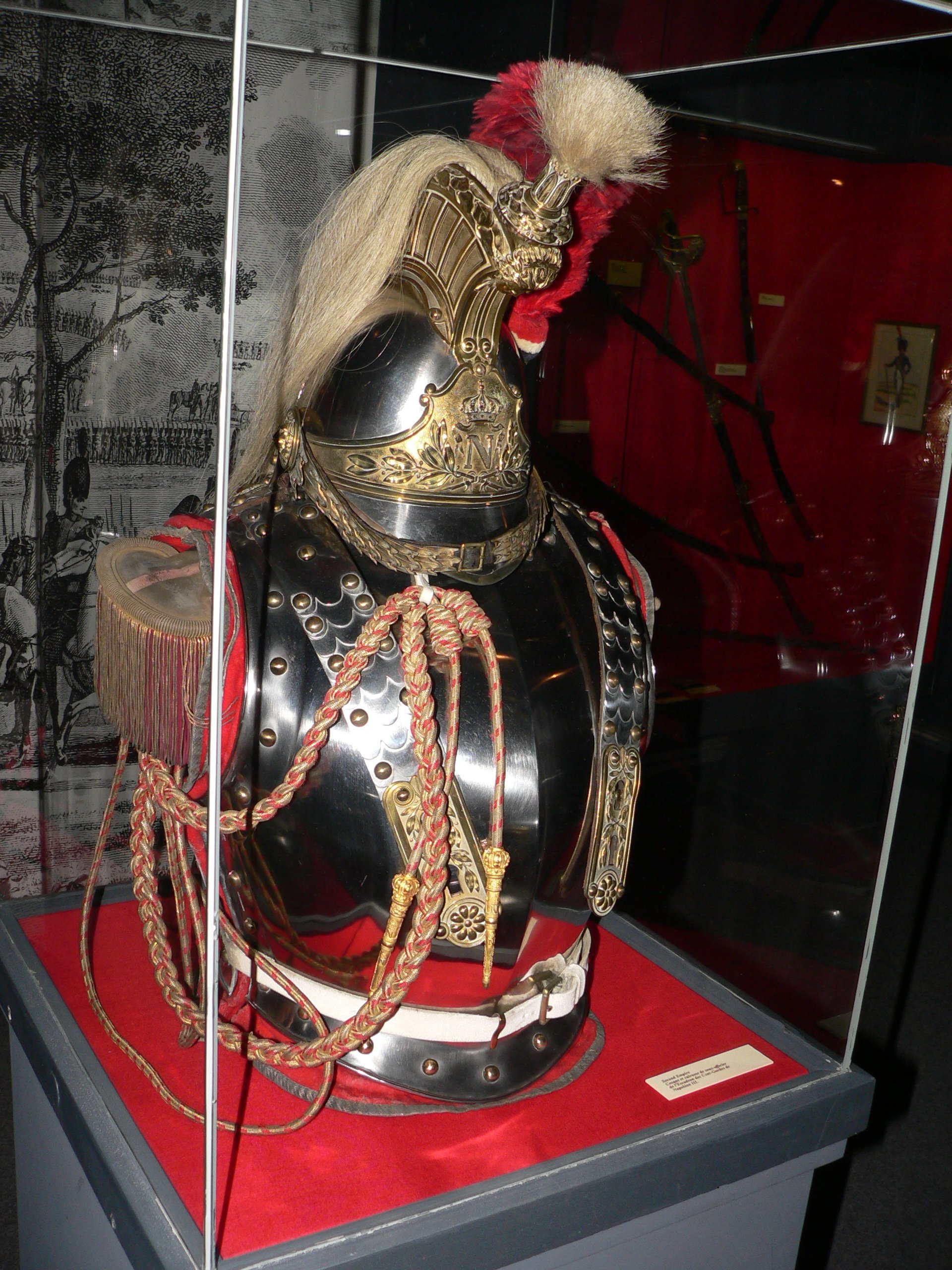
Peitoral Cent-garde (século XIX), ainda usada em combate
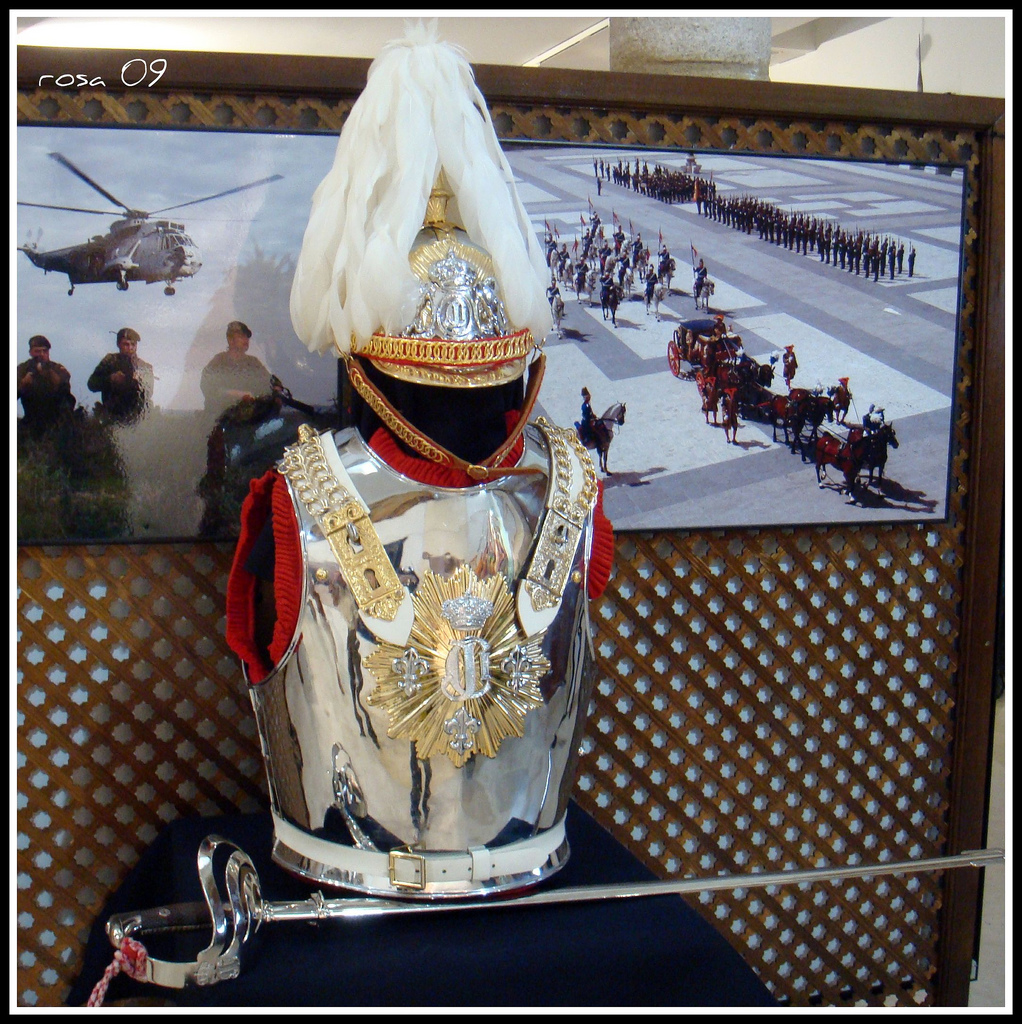
Couraça Cerimonial do Escuadrón de Escolta Real Espanhol (século XX)